# 리그시티

리그시티(League City)는 미국 텍사스주 갤버스턴군에 위치한 도시이다. 도시 권역의 일부는 해리스군에 속해 있다. 그레이터휴스턴 도시권의 일부이며, 2020년 미국 인구조사 기준 인구는 114,392명이다.